# Parada de Riveira
Parada de Riveira (llamada oficialmente San Salvador de Parada de Ribeira) es una parroquia y un lugar del municipio español de Ginzo de Limia, en la provincia de Orense, Galicia.

## Toponimia
La parroquia también es conocida por el nombre de San Salvador de Parada de Riveira.

## Organización territorial
La parroquia está formada por una entidad de población:
- Parada de Ribeira

## Demografía
Gráfica demográfica del lugar y parroquia de Parada de Riveira según el INE español:
| Gráfica de evolución demográfica de Parada de Riveira entre 2000 y 2022 |
|                                                                         |
| Datos según el nomenclátor publicado por el INE.                        |